# Gesù Bambino distribuisce il pane ai pellegrini
Gesù Bambino distribuisce il pane ai pellegrini è un dipinto del pittore spagnolo Bartolomé Esteban Murillo realizzato circa nel 1660 e conservato nel Museo di belle arti di Budapest in Ungheria.

## Descrizione
Gesù Bambino è posizionato nella parte centrale del dipinto, a destra di lui c'è un angelo alato che regge una canestra di pani di cui il Bambino distribuisce piamente ai pellegrini, uno dei quali si presume sia il canonico Justino de Neve. Maria dietro al Bambino si presenta seduta e osservare il figlio; in alto si nota la presenza di volti di puti.
Notevole è la luce che domina il volto e parte dei personaggi raffigurati.